# Борозняк, Василий Ильич
Василий Ильич Борозняк — советский хозяйственный, государственный и политический деятель, Герой Социалистического Труда.

## Биография
Родился в 1919 году в селе Красноселье. Член КПСС.
С 1933 года — на хозяйственной, общественной и политической работе. В 1933—1985 годах — колхозник, в Кировоградской фельдшерско-акушерской школе, участник советско-финской войны, участник Великой Отечественной войны, фельдшер 2-го мотострелкового батальона 29-й гвардейской мотострелковой бригады 10-го гвардейского Уральского добровольческого танкового корпуса 4-й танковой армии, фельдшер в лечебных учреждениях станции Знаменка, села Цветки, санитар, фельдшер Станиславской областной больницы, лаборант Станиславского медицинского института, участковый врач, главный врач Цветненской участковой больницы Александровского района Кировоградской области Украинской ССР.
Указом Президиума Верховного Совета СССР от 23 октября 1978 года присвоено звание Героя Социалистического Труда с вручением ордена Ленина и золотой медали «Серп и Молот».
Умер в посёлке Новониколаевка в 2014 году.

## Дополнительные источники
- Наровлянский Александр. Борозняк Василий Ильич. Сайт «Герои страны». Дата обращения: 2 июля 2023.
- Кузык Борис, Белошапка Василий. Борозняк Василий Ильич // По ходу времени. Энциклопедия Александровщины. — Киев: Мыстецтво, 2002. — С. 115. — 320 с. — ISBN 966-577-111-6. Архивировано 27 декабря 2013 года.

1. ↑  Герои страны — 2000.